# Рядовой Попсикл, или Трое неразлучных в армии
«Рядовой Попсикл, или трое неразлучных в армии», другое название « Горячая жевательная резинка 4: Трое в армии» (англ. Sapiches) — кинокомедия режиссёра Боаза Дэвидсона, третий фильм из серии «Горячая жевательная резинка».

## Сюжет
Трое друзей идут в армию, где продолжаются их приключения. Герои на три месяца идут на сборы в армию. Но ни одного из них не взволновала дисциплина армейской жизни, они придумали, как можно смутить и надуть офицеров. И вновь поддаться любовным приключениям.

## В ролях
- Джонатан Сегал — Момо
- Цахи Ной — Йюдале
- Ифтах Кацур — Бенци